# Четырёхпятнистая пахита
Четырёхпятнистая пахита (лат. Pachyta quadrimaculata) — жук из семейства усачей и подсемейства Усачики.

## Описание
Жук длиной от 10 до 22 мм. Встречается с июня по август.

## Распространение
Распространён в хвойных лесах Европы.

## Экология и местообитания
Жизненный цикл вида длится три года. Кормовыми растениями являются хвойные деревья, родов: ель (Picea) и сосна (Pinus).